# Комелад, Паскаль
Паскаль Поль Винсент Комелад (род. 30 июня 1955 года) — французский композитор и музыкант каталонского происхождения.
Комелад родился в Монпелье, Франция. Прожив несколько лет в Барселоне, под влиянием электронной музыки и группы Heldon Паскаль написал свой первый альбом, «Fluence».
Впоследствии его музыка стала более акустической, стали использоваться игрушечные инструменты, как сольно, так и в составе группы Комелада Bel Canto Orquestra.
Комелад сотрудничал с множеством музыкантов, работающих в различных жанрах — Робертом Уайеттом, Яки Либецайтом, Faust, Christophe Miossec, PJ Harvey и другими.

## Дискография
- 1975: Fluence
- 1978:
  - Séquences Paiennes
  - Vertical Pianos
- 1980:
  - Paralelo
  - Ready-Made
- 1981: Slow Music
- 1982:
  - Sentimientos
  - Irregular Organs
- 1983:
  - Fall Of Saigon
  - Logique du Sens
- 1984:
  - La Dialectique Peut-Elle Casser des Briques ?
  - Bel Canto Orquestra
  - Milano Enharmonisto
  - Précis de Décomposition Bruitiste
  - Scénes de Musique Ralentie
  - Détail Monochrome
- 1986: Bel Canto
- 1987: El Primitivismo
- 1988:
  - Impressionnismes
  - Rock Del Veneno
- 1989:
  - 33 Bars
  - Cent Regards
- 1991:
  - Ragazzin' The Blues
  - Pataphysical Polka
  - Haikus de Pianos
- 1992:
  - Traffic d’Abstraction
  - Topographie Anecdotique
  - El Ermitaño — с Bel Canto Orquestra
- 1993: Yo Quiero Un Tebeo
- 1994: Danses Et Chants de Syldavie
- 1995: El Cabaret Galactic
- 1996:
  - Musiques Pour Films Vol.2
  - Tango Del Rossello
  - Un samedi Sur la Terre — саундтрек
- 1997:
  - Un Tal Jazz
  - Oblique Sessions -с Pierre Bastien, Jac Berrocal и Jaki Liebezeit
- 1998:
  - L’Argot du Bruit
  - ZumZum.Ka
  - Bel Canto Orquestra In Concerto
- 1999:
  - Musiques De Genre
  - Live In Lisbon and Barcelona
  - Oblique Sessions II — с Richard Pinhas
  - Swing Slang Song — c PJ Harvey
- 2000:
  - Aigua de Florida Classes de Música a la Granja — с Llorenç Balsach
  - André Le Magnifique — саундтрек
  - September Song — с Robert Wyatt
  - Pop Songs Del Rossello — с Gérard Jacquet
  - Pastis Catalan (ограниченное издание в 50 экземпляров)
- 2001:
  - La Isla Del Holandés — с José Manuel Pagan
  - Pop Songs Del Rossello 2 — с Gérard Jacquet
- 2002:
  - Sense el Resso del Dring
  - Psicotic Music' Hall
- 2003:
  - Logicofobisme del Piano en Minuscul
  - Musica Pop (Danses de Catalunya Nord)
- 2004:
  - La Filosofia del Plat Combinat
  - Back to Schizo 1975—1983
- 2005: Espace Détente — саундтрек
- 2006:
  - Espontex sinfonia
  - La Manera Més Salvatge — с Enric Casasses
  - Stranger In Paradigm
- 2007:
  - Monofonicorama
  - Mètode de rocanrol
- 2008:
  - Compassió pel dimoni
- 2009:
  - A Freak Serenade (Because) / Friki serenata (Discmedi)
- 2010
  - Montpellier — совместно с Жераром Пансанелем (фр.) и Пепом Паскуалем (фр.)
  - N’ix — с Энриком Касассесом (англ.)
- 2011
  - Pascal Comelade & Cobla Sant Jordi — совместно с Cobla Sant Jordi
  - Somiatruites — с Albert Pla
- 2013
  - Flip Side (Of Sophism) — с Richard Pinhas
  - El pianista del antifaz
  - Mosques de colors — с Pau Riba
  - Despintura fonica
  - Avis aux inventeurs d'épaves — книга со 166 рисунками Комелада и двумя 7-дюймовыми синглами
- 2023
  - «В ожидании Дали» — музыка к фильму